# Kasim Edebali
Jonathan Kasim Edebali (* 17. August 1989 in Hamburg) ist ein ehemaliger deutscher American-Football-Spieler türkisch-amerikanischer Herkunft, auf der Position des Defensive Ends. Zuletzt spielte er in der European League of Football (ELF) für die Hamburg Sea Devils.
Ab der ELF Saison 2023 wird Edebali die Sportsendung Ran als Experte unterstützen.

## Jugend
Edebali wurde als Sohn einer Deutschtürkin und eines in Deutschland stationierten afroamerikanischen Soldaten in Hamburg geboren und wuchs in Hamburg-Osdorf auf. Seine sportliche Laufbahn begann er bei den Hamburg Huskies. 2007 ging er im Alter von 18 Jahren in die USA, obwohl er nur rudimentäres Englisch sprach. Dort besuchte er zwei Jahre lang die Kimball Union Academy in New Hampshire und spielte für die dortige Footballmannschaft.

## Karriere

### College
2009 schrieb er sich am Boston College ein, wo er einen Abschluss in Kommunikationswissenschaften machte. Er kam dort in 49 Spielen für die Eagles auf 166 Tackles und elf Sacks.

### NFL

#### New Orleans Saints
Edebali gelang der Sprung in den Kader der New Orleans Saints für die Saison 2014, obwohl er beim NFL Draft 2014 nicht ausgewählt worden war. Damit war er mit Sebastian Vollmer, Markus Kuhn und Björn Werner der vierte Deutsche, der in dieser Saison in der NFL unter Vertrag stand. Im Spiel gegen die Dallas Cowboys machte Edebali seine ersten Tackles in der NFL. Gegen die Green Bay Packers gelangen ihm seine ersten Sacks.

#### Kurzstationen in Denver und Detroit
Nach Auslauf seines Vertrages mit den Saints unterschrieb Edebali vor der Saison 2017 bei den Denver Broncos. Er wurde am 14. November 2017 entlassen und am Tag darauf von der Waiver-Liste durch die Detroit Lions verpflichtet. Dort wurde er nach nur einem Monat ebenfalls wieder entlassen.

#### Los Angeles Rams
Im Dezember wurde Edebali von den Los Angeles Rams unter Vertrag genommen. Nach nur sieben Tagen wurde Edebali am 27. Dezember aus dem Roster gestrichen.

#### Rückkehr zu den Saints
Nur einen Tag später verpflichteten ihn die New Orleans Saints erneut, nachdem sich Linebacker Hau’oli Kikaha verletzt hatte. Edebali kam aber in keiner Partie zum Einsatz.

#### Chicago Bears
Am 7. Juni 2018 wurde er von den Chicago Bears unter Vertrag genommen. Im Rahmen der finalen Kaderverkleinerung auf 53 Spieler vor Beginn der Regular Season 2018 wurde er entlassen.

#### Cincinnati Bengals
Am 20. November 2018 nahmen die Cincinnati Bengals Edebali unter Vertrag.

#### Philadelphia Eagles
Am 6. August 2019 unterschrieb er bei den Philadelphia Eagles einen neuen Vertrag. Im Rahmen der finalen Kaderverkleinerung auf 53 Spieler vor Beginn der Regular Season 2019 wurde er entlassen.

#### Oakland Raiders
Am 22. Oktober 2019 wurde er von den Oakland Raiders unter Vertrag genommen. Er wurde am 1. November 2019 wieder entlassen.

### ELF

#### Hamburg Sea Devils
Am 23. März 2021 gab er bekannt in seine alte Heimat zurückzukehren, um in der European League of Football (ELF) für die Hamburg Sea Devils zu spielen. Aufgrund einer Infektion mit dem Corona-Virus nach dem zweiten Spieltag und einer Knöchelverletzung am siebten Spieltag gegen die Barcelona Dragons konnte Edebali in der Saison 2021 nur fünf Spiele absolvieren. In diesen fünf Spielen erreichte er 11 Tackles, 2 tackles for loss und 2.5 Sacks.
Im März 2022 verlängerte er seinen Vertrag um ein Jahr. Einen Tag nach dem verlorenen Championship Game 2022 gegen die Vienna Vikings erklärte er seine Spielerkarriere für beendet.

### Statistiken
| Jahr                                                        | Team               | Spiele 1 | Tackles | Tackles | Tackles | Tackles | Tackles | Pass Defense | Pass Defense | Pass Defense | Pass Defense | Fumbles | Fumbles | Fumbles |
| Jahr                                                        | Team               | Spiele 1 | Solo    | Ast     | Total   | TFL     | Sack    | PD           | Int          | Yds          | TD           | FF      | FR      | TD      |
| ----------------------------------------------------------- | ------------------ | -------- | ------- | ------- | ------- | ------- | ------- | ------------ | ------------ | ------------ | ------------ | ------- | ------- | ------- |
| National Football League                                    |                    |          |         |         |         |         |         |              |              |              |              |         |         |         |
| 2014                                                        | New Orleans Saints | 16       | 15      | 7       | 22      | 2       | 2,0     | 0            | 0            | 0            | 0            | 1       | 0       | 0       |
| 2015                                                        | New Orleans Saints | 16       | 18      | 3       | 21      | 4       | 5,0     | 2            | 0            | 0            | 0            | 0       | 1       | 0       |
| 2016                                                        | New Orleans Saints | 16       | 8       | 3       | 11      | 1       | 1,0     | 1            | 0            | 0            | 0            | 0       | 0       | 0       |
| 2017                                                        | Denver Broncos     | 9        | 0       | 1       | 1       | 0       | 0,0     | 0            | 0            | 0            | 0            | 0       | 0       | 0       |
| 2017                                                        | Detroit Lions      | 4        | 0       | 0       | 0       | 0       | 0,0     | 0            | 0            | 0            | 0            | 0       | 0       | 0       |
| 2018                                                        | Cincinnati Bengals | 1        | 0       | 0       | 0       | 0       | 0,0     | 0            | 0            | 0            | 0            | 0       | 0       | 0       |
| College Gesamt                                              | College Gesamt     | 62       | 41      | 14      | 55      | 7       | 8,0     | 3            | 0            | 0            | 0            | 1       | 1       | 0       |
| European League of Football                                 |                    |          |         |         |         |         |         |              |              |              |              |         |         |         |
| 2021                                                        | Hamburg Sea Devils | 4        | 6       | 5       | 11      | 2,0     | 2,5     |              | 0            | 0            | 0            | 0       | 0       | 0       |
| 2022                                                        | Hamburg Sea Devils | 12       | 43      | 14      | 57      | 13,5    | 12,0    |              | 0            | 0            | 0            | 3       | 2       | 0       |
| ELF Gesamt                                                  | ELF Gesamt         | 16       | 49      | 19      | 68      | 15,5    | 14,5    |              | 0            | 0            | 0            | 3       | 2       | 0       |
| Quellen: pro-football-reference.com, sportsmetrics.football |                    |          |         |         |         |         |         |              |              |              |              |         |         |         |

## Privates
Edebali ist der Schwager des American-Football-Spielers Cameron Jordan. Unter dem Pseudonym „Vollmaschine“ und „Captain Germany“ ist Edebali oft im deutschsprachigen Footballpodcast „Football Bromance“ von Björn Werner und Patrick Esume zu hören. Zudem ist er Co-Host des Podcast „EURO BALLERS“, der parallel zur Saison die ELF thematisiert. Die erste Staffel, die von Juni 2021 bis September 2021 wöchentlich veröffentlicht wurde, moderierte Edebali zusammen mit Sebastían Silva Gomez (Linebacker bei der Frankfurt Galaxy). Für die zweite Staffel, die im Juni 2022 begann, wurde dieser von Sami Chourbaji abgelöst, der ebenfalls im Team von Football Bromance ist.

## Sonstiges
Im Jahr 2020 wurde die neue Trainings- und Spielstätte der Hamburg Huskies unter dem Namen Kasim-Edebali-Field eingeweiht, was damit begründet wurde, dass Edebali der erfolgreichste Spieler sei, den die Hamburg Huskies bisher hervorgebracht haben.